# Scherzo en ré mineur (Rachmaninov)
Scherzo en ré mineur est la première composition orchestrale conservée de Sergueï Rachmaninov. Elle fut composée lorsqu'il était étudiant au Conservatoire Tchaïkovski de Moscou. L'œuvre dure entre quatre et cinq minutes.

## Contexte et création
Le manuscrit est daté du 5-21 février 1888, quand Rachmaninov n'avait encore que 14 ans. Une main inconnue a modifié cette date en 1887. La pièce est dédiée à son cousin Alexandre Ziloti, et était destinée à faire partie d'une œuvre plus importante car il porte la mention « Troisième mouvement ».
Le modèle de cette œuvre est le Scherzo de la musique de scène pour Le Songe d'une nuit d'été de Shakespeare de Felix Mendelssohn. Rachmaninov avait auparavant transcrit la Symphonie Manfred de Piotr Ilitch Tchaïkovski pour deux pianos, et le Scherzo contient également des échos de cette œuvre.
La pièce est orchestrée pour 2 flûtes, 2 hautbois, 2 clarinettes (si♭), 2 bassons, cor (fa), trompette (si♭), 2 timbales, violons I, violons II, altos, violoncelles et contrebasses.
La première représentation du Scherzo eut lieu à Moscou le 2 novembre 1945, dirigée par Nikolaï Anosoff (en), en même temps qu'une autre œuvre de jeunesse de Rachmaninov, Le Prince Rostislav. Le Scherzo fut publié en 1947.